# Рудельсбург
Рудельсбург (нем. Rudelsburg) — крепость в Германии на юге земли Саксония-Анхальт. Рудельсбург находится на вершине 85 метрового обрыва над рекой Зале, невдалеке от Бад-Кёзена и в непосредственной близости от крепости Заалек.

### История
Археологические находки XIX века показали, что ареал крепости был густо населён уже в позднем бронзовом веке.
О начале строительства средневековой крепости ничего не известно. Предполагается, что она была воздвигнута наумбургским епископом для защиты знаменитого торгового пути (via regia), проходящего через Бад-Кёзен и Наумбург. Этот путь брал своё начало в Испании и заканчивался в Руси.
В одной грамоте 1030 г. говорится о «каменной крепости», находящейся якобы на месте современной. Но археологические находки не подтверждают существование здесь крепости в XI веке. Достоверно Рудельсбург впервые упоминается в 1171 г. и была в первый раз разрушена в 1348 г. наумбургскими горожанами. Тогда был снесён её предзамок, который отличался своими большими размерами (примерно 22.000 м2). В Саксонской братской войне она была вторично разрушена в 1450 г. вместе со многими другими крепостями, стоящими на Заале (Камбург, Кунитцбург, Дорнбург, Лобдебург, Лойхтенбург), причём соседняя крепость Заалек разрушена не была, так как её владелец не принимал участие в войне. В том, что от неё осталось, ещё 200 лет продолжали жить люди, пока в ходе Тридцатилетней войны в 1641 г. не пришли шведы и не сожгли её в третий раз и окончательно.
В 1770 г. владелец руины начал использовать её как каменоломню для строительства усадьбы. Во время этих работ случился несчастный случай, и один рабочий остался на всю жизнь инвалидом. Этот посчитали плохим знаком и потому прекратили снос остатка крепости. Считается, что именно поэтому она до сих пор так хорошо сохранилась в отличие от других крепостей.
В XIX веке Рудельсбург стала местом паломничества патриотически настроенных студентов и приобрела большую известность в округе. Она также считается самой красивой на реке Заале. В 1827 г. внутри руины был сооружён трактир. Он был деревянным и покрыт соломой. В 1828 году историк искусства Франц Куглер сочинил в Рудельсбурге ставшую очень знаменитой песню «An der Saale hellem Strande», а в 1863 г. Герман Аллмерс придумал здесь песню «Dort Saaleck, hier die Rudelsburg».

### Памятники

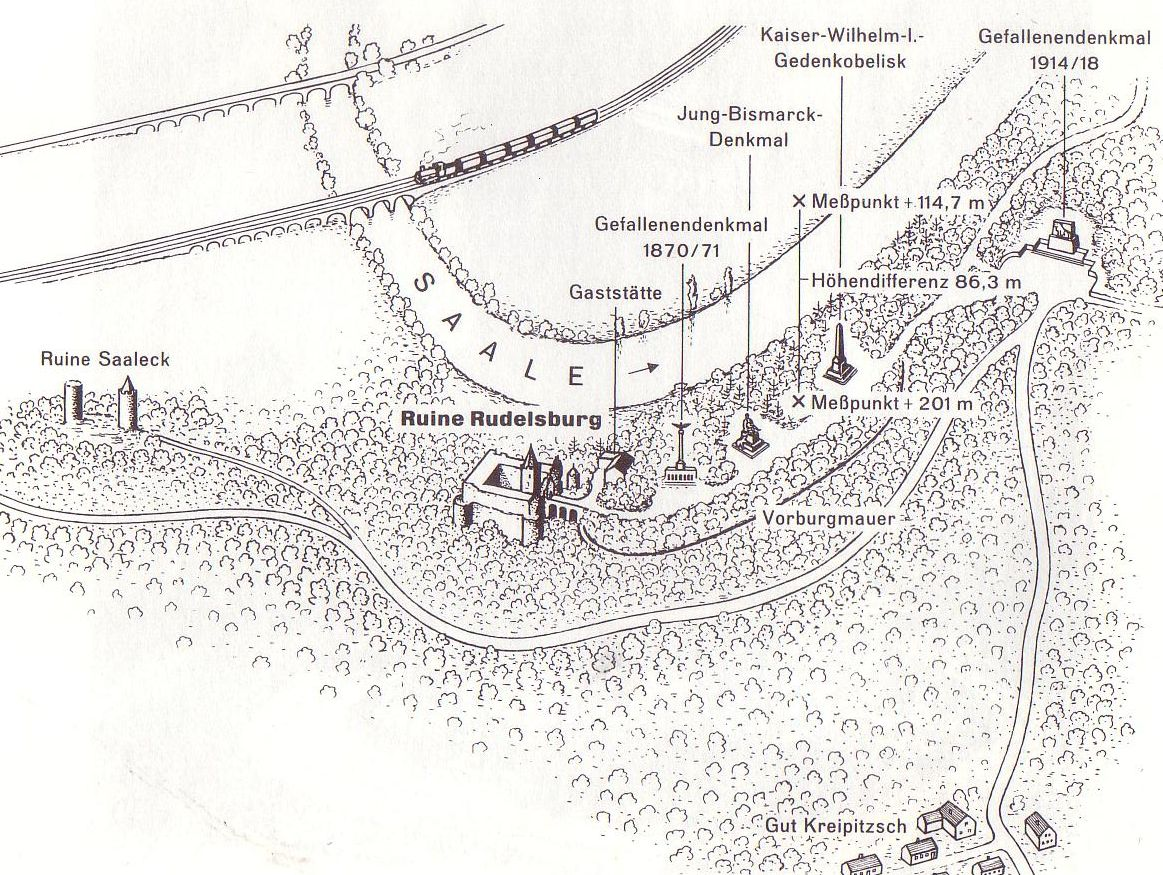
Памятники около Рудельсбурга

После объединения Германии в 1871 году рядом с крепостью были воздвигнуты четыре значительных памятника:
- памятник павшим в франко-немецкой войне 1870/71 гг. (1872);
- обелиск в честь первого кайзера Германии (1890);
- памятник молодому Бисмарку (1896);
- памятник в виде льва, посвящённый павшим в Первой мировой войне студентам товарищества Бад-Кёзен (1926).

Все они были разрушены в ГДР в 1952-53 годах. После объединения Германии в 1990 году три последних из них были восстановлены.

### По соседству
Рядом с Рудельсбургом находится крепость Заалек, город Бад-Кёзен с его исторической градирней и позднеготическим каменным мостом, земельная школа Пфорта, находящаяся в здании монастыря 1137 г., город Наумбург с его знаменитым собором середины XIII века, а также самый большой в Европе высеченный на скале рельеф. Он называется «Каменный альбом» (streinernes Album), был выполнен в 1722 г. и находится на месте впадения реки Унструт в Заале около деревни Großjena.